# Хилтоп (Охајо)
Хилтоп (енгл. Hilltop) насељено је место без административног статуса у америчкој савезној држави Охајо.

## Демографија
По попису из 2010. године број становника је 532, што је 2 (-0,4%) становника мање него 2000. године.
| Група             | 2000.       | 2010.       |
| Белци             | 511 (95,7%) | 509 (95,7%) |
| Афроамериканци    | 4 (0,7%)    | 9 (1,7%)    |
| Азијати           | 0 (0,0%)    | 1 (0,2%)    |
| Хиспаноамериканци | 7 (1,3%)    | 9 (1,7%)    |
| Укупно            | 534         | 532         |